# Пустыня Монегрос
Монегрос (исп. Desierto de los Monegros) — полупустыня, расположена в Арагоне, северо-восточная Испания. 

## География

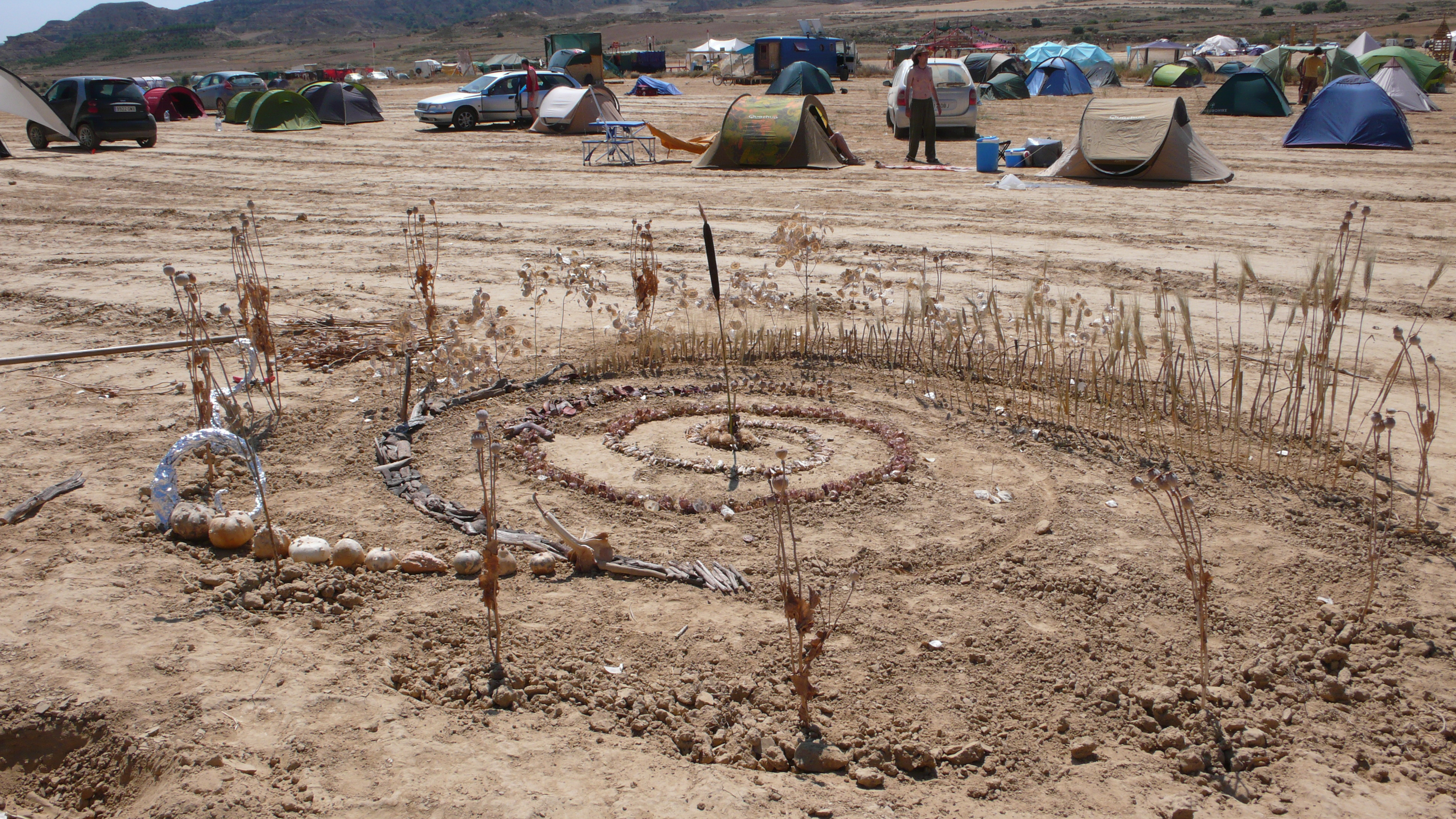
Палаточный лагерь

Пустыня лежит в провинциях Сарагоса и Уэска и в меньшей степени в районе Монегрос. Частично расположена в долине реки Эбро. Площадь пустыни 2764,4 км². На её территории расположено 49 деревень и 31 муниципалитет. Высочайшая точка пустыни — гора Оскуро высотой 822 метра. Высота поверхности в этой местности  колеблется от 61 до 91 метров. Основная растительность пустыни — кустарники. Среднегодовые осадки — 350 мм. В данной местности встречаются редкие одиночные фермерские хозяйства и заросли можжевельника.

## Флора и фауна
В данной местности произрастают виды растений, устойчивые к засухам и неприхотливые к почвам. К таким относят степные кустарники и можжевельник, однако злаки также широко распространились здесь.
В этом районе часто появляются степные пустельги, которые гнездятся в пещерах.
Эта пустыня является частью сети охраняемых объектов Натура 2000, а также отмечен двумя программами «LIFE».
В районе обитает большое количество эндемических и недавно открытых видов. По оценке 1990 года, пустынях является средой обитания около 5400 таких видов. Однако, правительство Арагона не предпринимает мер для их защиты..

## Сохранение популяции угрожаемых видов

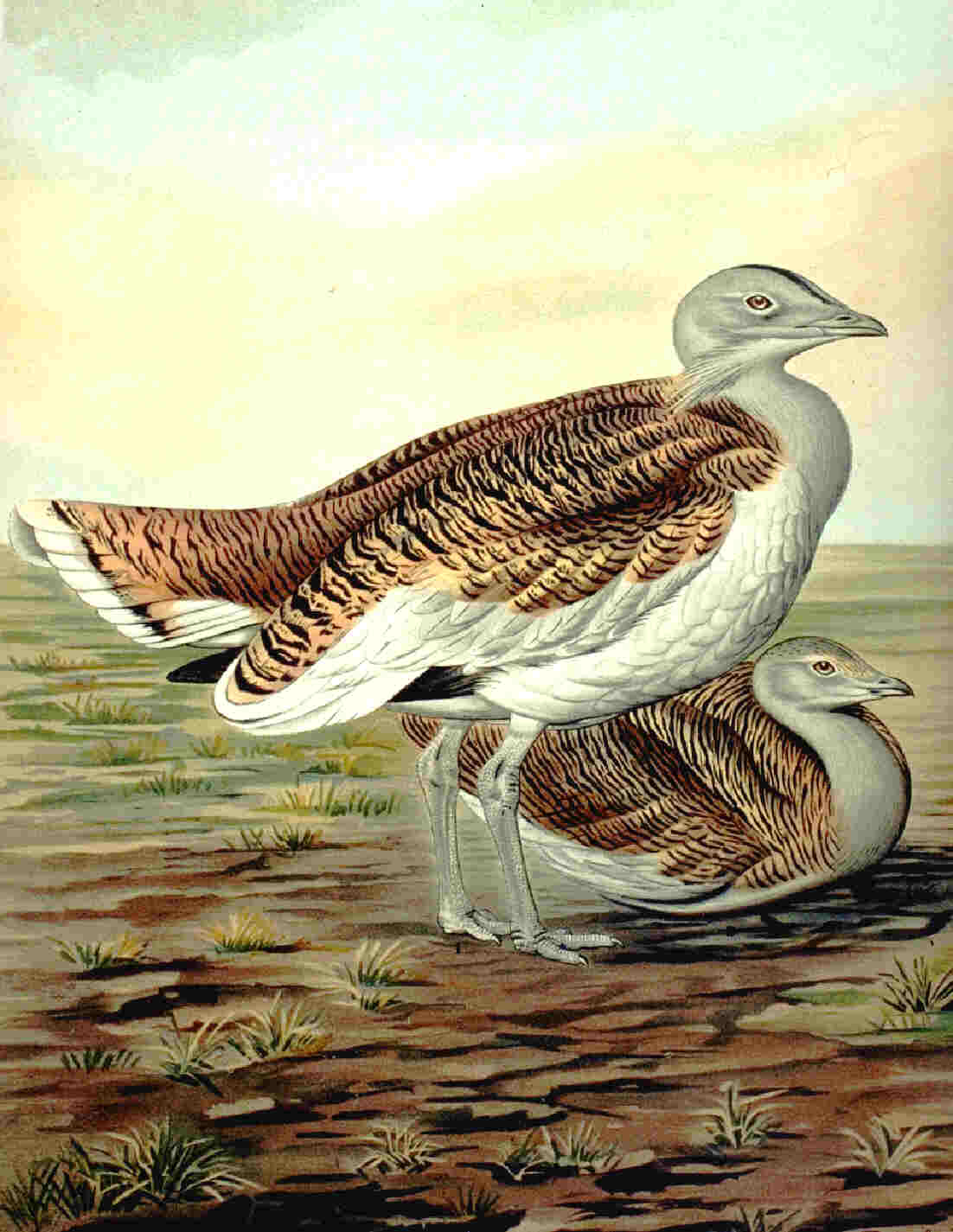
Дрофа

Для сохранения редких видов этой местности необходимо улучшить среду их обитания, в частности, увеличить растительность путём орошения грунтов. Однако, строительство в этом районе может привести к нарушению экосистемы.
Из обитателей степей Арагона под опасностью исчезновения находятся: дрофа, стрепет, авдотка, степная пустельга, луговой лунь, жаворонок Дюпона. Для сохранения популяции эндемичных видов птиц и растений запущен проект BirdLife International.

## Экономика
Данная местность малонаселена. Однако планируется будущее развитие местной экономики, получившее наименование «Gran Scala». Планируется строительство 32 казино, 70 отелей, 232 ресторанов, 500 магазинов, спортивных площадок. Основные дороги, проложенные здесь — N-II и AP-2, а также железнодорожные пути.